# 兰迪·威廉斯
兰迪·威廉斯（英語：Randy Williams，1953年8月23日—），美国男子田径运动员。他曾代表美国参加1972年和1976年夏季奥林匹克运动会田径比赛，共获得一枚金牌和一枚银牌。